# Alena Khloptsava
Alena Khloptsava (belarús: Алена Іванаўна Хлопцава)  (Minsk, 21 de maig de 1960) és una remadora belarussa, ja retirada, que va competir sota bandera de la unió Soviètica entre finals de la dècada de 1970 i començaments de la de 1990.
El 1980 va prendre part en els Jocs Olímpics d'Estiu de Moscou, on va guanyar la medalla d'or en la prova del doble scull del programa de rem. Va formar equip amb Larisa Popova. El 1992, als Jocs de Barcelona, va guanyar la medalla de bronze en la prova del quàdruple scull. Va formar equip amb Antonina Zelikovitch, Tatiana Ustyuzhanina i Katsiarina Karsten.
En el seu palmarès també destaquen cinc medalles al Campionat del món de rem, tres d'or, una de plata i una de bronze, entre les edicions de 1978 i 1991.